# Proboszczewice (wieś)
Proboszczewice – wieś sołecka w Polsce położona w województwie mazowieckim, w powiecie płońskim, w gminie Joniec.
W latach 1975–1998 miejscowość administracyjnie należała do województwa ciechanowskiego.
Obok miejscowości przepływa rzeczka Naruszewka, dopływ Wkry.
Nie zachowały się dokumenty mówiące o początkach miejscowości, jednak nazwa wskazuje na pewne związki z probostwem i parafią, na terenie której się znajdowała. Najprawdopodobniej chodzi tu o parafię, której siedziba była najpierw we Wrońskach, a następnie we Wronie.
W skład miejscowości i sołectwa wchodzą trzy osiedla noszące tradycyjne nazwy: Proboszczewice (Dwór), Proboszczewiczki i Gorzkówka. Nazwy te są świadectwem historii tych osiedli. Otóż, we wsi (Proboszczewice-Dwór) istniał dwór szlachecki oraz folwark aż do 1945 r., kiedy to gospodarstwo zostało rozparcelowane w czasie reformy rolnej, a ziemia rozdana dawnym pracownikom folwarku. Przed 1880 r. istniał w Proboszczewicach młyn wodny nad rzeką Naruszewką. Najstarsze zabudowanie, które się zachowało do dziś, to dawna obora folwarczna, zbudowana w 1880 r. Reszta zabudowań nie przetrwała, gdyż zostały one rozebrane po 1945 r., a uzyskany z nich materiał budowlany posłużył do budowy wielu domów we wsi. Innym obiektem historycznym na terenie wsi jest przydrożna figurka Matki Bożej, zbudowana w 1915 r.
W Proboszczewiczkach i na tzw. Gorzkówce mieszkała dawniej zubożała szlachta, uprawiająca swe gospodarstwa oraz uwłaszczeni chłopi. Proboszczewiczki były prawdopodobnie wsią szlachecko-włościańską i nie były uzależnione od dworu w Proboszczewicach. Do dziś ich mieszkańcy podkreślają swoją odrębność w stosunku do tzw. "Dworu" (czyli osiedla dawnych pracowników folwarku) do którego odnoszą się z pewną dozą wyższości. Dawniej na określenie tej części wsi używano nazwy Proboszczewice-Pieńki, ponieważ tereny użytkowe, zagospodarowane przez mieszkańców, wcześniej porośnięte były lasem, który został wykarczowany. Wspomnienia te żyją dzięki przekazom ustnym, ponieważ nazwa nigdy nie przyjęła się jako oficjalna. Wskazuje ona jednak na głęboko sięgające korzenie historyczne miejscowości.
Gorzkówka zaś była osiedlem, gdzie mieszkali gospodarze, z którymi dziedzic swego czasu zamienił się na ziemię. Przejął ich gospodarstwa, a w zamian dał im część swojej posiadłości. Zmiana ta była dla nich tak "gorzka", że przetrwała w nazwie miejscowości.
Wierni Kościoła rzymskokatolickiego należą do parafii Świętego Stanisława Biskupa Męczennika w Starej Wronie.